# Fantázia (film)
A Fantázia (eredeti cím: Fantasia) 1940-ben bemutatott színes (Technicolor) amerikai zenés rajzfilm, amely a 3. Disney-film. Az animációs játékfilm rendezője Ben Sharpsteen, producere Walt Disney. A forgatókönyvet Joe Grant és Dick Huemer írta, zenei rendezője Edward Plumb. A mozifilm a Walt Disney Productions gyártásában készült, az RKO Pictures forgalmazásában jelent meg. Műfaja zenés fantasyfilm. Amerikában 1940. november 13-án mutatták be a mozikban. Magyarországon viszonylag kevés késéssel feliratos változatban mutatták be a mozikban. A magyar szinkronos változattal 2010. november 10-én adták ki DVD-n.

## Történet
Akkoriban forradalmian újnak számított képekkel értelmezni a zenét. A film zenéjét a Philadelphiai Szimfonikusok adta elő, a karmester Leopold Stokowski volt. Ő vezényli azt a nyolc tételből álló koncertet, melynek során különféle rajzfilmek társulnak Csajkovszkij, Muszorgszkij, Schubert és mások műveihez.
A film célkitűzéseit mindjárt az elején a mesélő (angolul: master of ceremonies) Deems Taylor mondja el, aki maga is zeneszerző. „Figyeljétek a zenét; lássátok közben a színeket és a képeket. Egy idő múlva észre sem veszitek, és már nem is a filmet nézitek, hanem ennek hatására a saját fantáziátok kezd el működni.”
A Fantázia készítése idején még időszerű volt, és pénzügyileg is elkészíthető volt olyan film, amely szimfonikus zenét tartalmaz. Folytatása, a Make Mine Music már szórakoztató zenei háttérrel készült.
A Disney számos alkalommal újrarestaurálta a filmet. A Fantázia 2000 címen bemutatott filmet öt új részlettel toldották meg. A filmet 60 animátor készítette és 12 rendező vette fel.
A legnézhetőbb fejezeteket Bach zenéjére vették fel, ahol a többcsatornás hang tökéletes szinkronban van a rajzokkal. Mickey egér kétségbeesett küzdelme a seprűkkel, a táncoló kínai gombák, a szempilláikat rezgető vízilovak, Az Órák táncára röpködő krokodilok a mai napig emlékezetesek. A ugráló tündérek meztelenek, de mellőzték a nemi szerveket, a dinoszauruszok kihalása Sztravinszkij Tavaszi áldozatára és Beethoven Pastorale-jával művelt abszurditás korszakalkotó az animáció történetében.
A film fő részei után még Schubert: Ave Maria is elhangzik Julietta Novis előadásában.
További érdekesség, hogy a filmnek készült egy paródiája, amit a Bolondos Dallamok szereplői adnak elő. A Corny Concerto című nyolcperces rajzfilmben Elmer Fudd parodizálja a Fantázia narrátorát, Deems Taylort, a rajzfilmekben a főszerepet természetesen Tapsi Hapsi játssza.

## Szereplők
| Élőszereplő   | Színész           | Magyar hang   |
| ------------- | ----------------- | ------------- |
| Önmaga        | Leopold Stokowski | Faragó József |
| Narrátor      | Deems Taylor      | Csankó Zoltán |
| Firkaszereplő | Eredeti hang      | Magyar hang   |
| Mickey egér   | Walt Disney       | Rajkai Zoltán |

## Rendezők
- James Algar  ("The Sorcerer's Apprentice" szakasz)
- Samuel Armstrong   ("Toccata and Fugue in D Minor" és "Nutcracker Suite, The" szakasz)
- Ford Beebe   ("The Pastoral Symphony" szakasz)
- Norman Ferguson   ("Dance of the Hours" szakasz)
- Jim Handley   ("The Pastoral Symphony" szakasz)
- T. Hee   ("Dance of the Hours" szakasz)
- Wilfred Jackson   ("Night on Bald Mountain/Ave Maria" szakasz)
- Hamilton Luske   ("The Pastoral Symphony" szakasz)
- Bill Roberts   ("Rite of Spring" szakasz)
- Paul Satterfield   ("Rite of Spring" szakasz)
- Ben Sharpsteen   (nem szerepel a stáblistán)

## Filmzene
Zene: The Philadelphia Orchestra Lepold Anthony Stokowski vezényletével. Zenei rendező: Edward Holcomb Plumb (IPI 00056182578)
- Johann Sebastian Bach Toccata and Fugue in D Minor, BWV 565 (zenekari átdolgozás: Stokowski ISWC kód: T-905.381.873-8)
- Pjotr Iljics Csajkovszkij: A diótörő: A csokoládétündér tánca (Dance de la fée Dragée, Dance Of The Sugarplum Fairy), Kínai tánc (Dance chinoise), Nádsíptánc (Dance des mirlitons), Arab tánc (Dance arabe), Trepak (Dance russe), Virágkeringő (Valce des fleurs)
- Paul Dukas: A bűvészinas
- Igor Sztravinszkij: Tavaszi áldozat (Le sacre du printemps)
- Jam Session Sequence (A Philadelphia Oechestra egyik muzsikusa adja elő)
- Ludwig van Beethoven: 6. szimfónia (Pastorale)
- Amilcare Ponchielli: Órák tánca (Danza delle ore, átdolgozta: Stokowski)
- Modeszt Petrovics Muszorgszkij: Éj a kopár hegyen (Ночь на Лысой горе)
- Franz Schubert: Ave Maria (Ellens dritter Gesang) Op. 52 No. 6 (Rachel Field szövegével) Westminster Choir College, ének: Juiletta Novis (született: Emma Julietta Burnett)

## Fontosabb díjak és jelölések
Oscar-díj (1942)
- különdíj: Walt Disney, William E. Garity, J. N. A Hawkins
- különdíj: Leopold Stokowsky és társai